# Pépé le Moko – Im Dunkel von Algier
Pépé le Moko – Im Dunkel von Algier (französischer Originaltitel: Pépé le Moko) ist ein Film des Regisseurs Julien Duvivier nach einem Roman von Henri La Barthe (unter dem Pseudonym Roger Ashelbé) aus dem Jahre 1931, der 1936 gedreht wurde. Der Film gilt als Vertreter des poetischen Realismus, wird jedoch auch oft im Zusammenhang mit Vorläufern des Film noir genannt.

## Handlung
Der aus Marseille stammende Gangster Pépé kann auf der Flucht vor der Polizei in Algerien untertauchen. In der Kasbah Algiers ist er vor dem Zugriff der französischen Polizei sicher. Polizeiinspektor Slimane stellt fest, dass er Pépés nur habhaft werden kann, wenn er ihm eine Falle stellt. Er lässt Gaby, in die Pépé sich verliebt hat, wissen, dass dieser erschossen worden sei. Daraufhin will Gaby sich nach Frankreich einschiffen. Als Pépé das erfährt, verlässt er die Kasbah, um Gaby alles zu erklären, und wird festgenommen. Als das Schiff, das Gaby von ihm entfernt, sein Abfahrtssignal gibt, ersticht Pépé sich.

## Kritik
„Duvivier hat hier Motive des amerikanischen Gangsterfilms geschickt adaptiert und variiert. Sein Film wurde ein internationaler Erfolg. Der düstere Fatalismus, bei dem der Hoffnungsschimmer einer Liebe und die Erkenntnis einer vagen Glücksmöglichkeit die Düsternis nur noch drückender erscheinen lässt, fand in den dreißiger Jahren nicht nur in Frankreich ein aufnahmebereites Publikum. Es gibt verschiedene Remakes des Films, die aber alle unbedeutend blieben.“ Jürgen Labenski: Reclams Filmführer, Stuttgart 1973

## Synchronisation
Die deutsche Synchronfassung entstand 1958 bei der IFU – Internationale Film-Union AG, Remagen. Paula Lepa schrieb das Dialogbuch und Hermann Siemek führte Regie.
| Figur             | Darsteller      | Deutscher Sprecher |
| ----------------- | --------------- | ------------------ |
| Pépé le Moko      | Jean Gabin      | Günter Pfitzmann   |
| Inspektor Slimane | Lucas Gridoux   | Paul Bürks         |
| Gaby Gould        | Mireille Balin  | Marion Degler      |
| Régis             | Fernand Charpin | Werner Lieven      |

## Auszeichnungen
- Kinema Junpo: Bester fremdsprachiger Film 1940
- National Board of Review: Bester fremdsprachiger Film 1941